# ماري وليامز (متزلجة فنية)
ماري وليامز (بالبرتغالية: Isadora Williams؛ بالإنجليزية: Isadora Williams) هي متزلجة فنية برازيلية وأمريكية، ولدت في 8 فبراير 1996 في أتلانتا في الولايات المتحدة.

## وصلات خارجية
- ماري وليامز على موقع الاتحاد الدولي للتزلج (الإنجليزية)
- ماري وليامز على موقع أوليمبيديا (الإنجليزية)